# Facultad de la Defensa Nacional
La Facultad de la Defensa Nacional (FADENA) es una de las cuatro facultades que componen la Universidad de la Defensa Nacional (UNDEF). Creada en el 15 de diciembre del 2014, ella es la incorporación de la Escuela de Defensa Nacional, elevada ahora al rango de Facultad en el ámbito universitario. Se dictan cursos de posgrado, tanto para civiles como militares. 

## Estudios
En la FADENA solo se dictan dos cursos de posgrado, la "Maestría en Defensa Nacional" y el "Curso Superior en Defensa Nacional". La primera cohorte, desde la jerarquización de la EDENA como Facultad, finalizó sus estudios en diciembre de 2016, y el 19 de julio de 2017 se tituló el primer Magíster en Defensa Nacional.
|    | Directores de la Maestría en Defensa Nacional | Período              | Notas |
| -- | --------------------------------------------- | -------------------- | ----- |
| 1º | Mariano Bartolomé                             | 12/2016 - 06/2017    |       |
| 2º | Juan Battaleme                                | 07/2017 - 01/2020    |       |
| 3º | Gonzálo Cáseres                               | 02/2020 - Actualidad |       |

Particularmente la Maestría en Defensa Nacional, es muy valorada en la región, y en el exterior, pues es asiduamente concurrida por militares de distintos países, como Francia, Estados Unidos, Ghana, China, además de, Brasil, Colombia, México, Uruguay, Paraguay, Venezuela, Chile, Ecuador, y Perú. Asimismo, distintas Fuerzas de Seguridad participan del curso, desde Prefectura Naval Argentina, la Policía de Seguridad Aeroportuaria, Gendarmería Nacional Argentina, y la Policía Federal Argentina, y policías provinciales.

## Autoridades
Las particularidades de la Ley de Defensa Nacional, la Ley de Educación Superior y la Ley N.º 27 015 de creación de la UNDEF, establecen particularidades no comunes a otras universidades públicas nacionales, que determinan la elección de autoridades de forma limitada a los claustros universitarios, dejando en las autoridades ministeriales mayor poder de decisión amparado en la particularidad de la materia de la Defensa Nacional.
|    | Decanos de la FADENA |  | Período             | Notas                                                                                         |
| -- | -------------------- |  | ------------------- | --------------------------------------------------------------------------------------------- |
| 1º | Tomás Várnagy        |  | 12/2014 - 06/2016   | Exdirector de la EDENA (2001-2014)-«Decano Organizador»                                       |
| 2º | Julio César Spota    |  | 06/2016 - 01/2020   | Último director, designado por el PEN, de la EDENA antes de su fusión con el cargo de Decano. |
| 3° | Javier Araujo        |  | 03/2020 - 03/2023   |                                                                                               |
| 4° | Gonzalo Cáceres      |  | 03/2023- Actualidad |                                                                                               |

## Sede
La sede de la FADENA es en la calle Maipú 262, Ciudad Autónoma de Buenos Aires, en Argentina. El edificio en el cual se dictan las clases, es propiedad del Ministerio de Defensa, donde la vigilancia corresponde a la Gendarmería Nacional Argentina. En ese mismo lugar, se encuentra la sede del Rectorado de la UNDEF y se comparte el espacio con oficinas del Ministerio de Defensa.

## Extensión Universitaria
La FADENA, a la vez que ofrece los cursos de posgrado, contempla un espacio de capacitación técnica en idiomas, en inglés y francés. Ambos cuentan con 9 niveles de complejidad, otorgan certificaciones validadas por el INAP.    En ambos cursos acontecen visitas de personalidades (extranjeras) del ámbito de la Defensa Nacional, como agregados militares, navales de diversas representaciones diplomáticas.